# Bicellaria simplicipes
Bicellaria simplicipes är en tvåvingeart som först beskrevs av Zetterstedt 1842.  Bicellaria simplicipes ingår i släktet Bicellaria och familjen puckeldansflugor. Arten är reproducerande i Sverige. Inga underarter finns listade i Catalogue of Life.